# Andrés de la Rosa Bolaños
Andrés de la Rosa Bolaños (Turón, 13 d'agost de 1969) és un futbolista asturià, que juga com a defensa.
Es va formar al planter del Reial Oviedo, debutant a la lliga 91/92. Però, no va ser fins a la temporada 95/96 quan va esdevenir titular amb el primer equip carbayón. L'estiu de 1996 deixa l'Oviedo per jugar a Segona Divisió amb la UE Lleida.
En total, ha sumat 51 partits a la màxima categoria del futbol espanyol.